# Aleksander Samsonov
Aleksander Vasiljevitj Samsonov (ryska: Александр Васильевич Самсонов), född 14 november 1859, död 30 augusti 1914, var en rysk militär och general. Han var verksam fram till och med första världskrigets inledningsfas.

## Biografi
Samsonov blev officer vid kavalleriet 1877 och generallöjtnant 1904. Under rysk-japanska kriget (1904–1905) förde han befäl över den sibiriska kosackfördelningen. 1905–1907 var han stabschef vid militärdistriktet Warszawa; sistnämnda år blev han general av kavalleriet och chef för donska kosackarmén. 1909–1914 var han generalguvernör i Turkestan.
Vid första världskrigets utbrott erhöll han befäl över 2:a (Narev-)armén, som den 24 augusti 1914 föll in i södra Ostpreussen från Polen. Det dåliga sambandet mellan de anfallande ryska arméerna – Samsonovs 2:a armé och Pavel Rennenkampfs 1:a armé – ledde till att Samsonov gick i en fälla. Under slaget vid Tannenberg 24–31 augusti omringades 2:a armén av 8:e tyska armén under Paul von Hindenburg och led ett förkrossande nederlag.
Under intrycket av katastrofen sköt sig Samsonov natten till 30 augusti i närheten av Neidenburg.